# Carrascosa (Cuenca)
Carrascosa egy község Spanyolországban, Cuenca tartományban. Carrascosa Alcantud, El Pozuelo, Villanueva de Alcorón, Valsalobre, Beteta és Cañizares községekkel határos. Lakosainak száma 70 fő (2024).

## Népesség
A település népessége az utóbbi években az alábbiak szerint változott:
| Lakosok száma | 108  | 112  | 111  | 109  | 117  | 87   | 80   | 70   | 67   | 70   |
|               | 2001 | 2004 | 2006 | 2009 | 2011 | 2014 | 2016 | 2019 | 2021 | 2024 |